# ۱۰ دقیقه تمام شد
۱۰ دقیقه تمام شد (به انگلیسی: 10 Minutes Gone) یک فیلم سینمایی آمریکایی کانادایی در ژانر اکشن و جنایی محصول سال ۲۰۱۹ به کارگردانی برایان آ. میلر و بازیگران اصلی این فیلم بروس ویلیس و مایکل چیکلیس می‌باشند.

## خلاصه داستان فیلم
یک تیم حرفه ای سرقت برای دزدی از یک بانک انتخاب می‌شوند و قرار است در عرض ۱۰ دقیقه مأموریت را به پایان برسانند اما مشکلی پیش آمده، پلیس‌ها پیش از موعد پیدا شده و سارقان مجبور به فرار می‌شوند، در همین حال دو برادر سارق در حین فرار مورد حمله قرار می‌گیرند و یکی کشته و دیگری بی هوش می‌شود و زمانی که به هوش می‌آید از پول و جواهرات خبری نیست، رهبر تیم فکر می‌کند ماجرای پلیس‌ها کار فرانک است و خائن شناخته می‌شود.
فرانک مخفیانه به دنبال دوست دختر برادر مرده اش می‌رود تا او را فراری داده و جانش را نجات دهد و برای پیدا کردن خائن واقعی به دنبال تک تک اعضای تیم می‌رود تا راز قتل برادرش را پیدا کند.

## بازیگران
- بروس ویلیس به عنوان رکس
- مایکل چکلیس به عنوان فرانک
- میدو ویلیامز به عنوان کلر
- کایل اشمید به عنوان گریفین
- تگزاس بتل به عنوان ریچارد
- لیدیا هال به عنوان ایوری